# Guerra heftalita-sasánida de 484
La guerra heftalita-sasánida de 484 fue un conflicto armado entre el imperio de la dinastía sasánida (persas) y los heftalitas (apodados hunos blancos). Ese año el sah persa Peroz I lideró una expedición contra los heftalitas del jan Kushnavaz, pero la campaña resultó en una derrota catastrófica para las fuerzas sasánidas, que acabaron casi completamente aniquiladas. El sah también murió en la acción.

## Antecedentes

### Situación previa
Cuando el sah Yazdegerd II en 457, rápidamente se desató una guerra civil entre sus hijos Ormuz y Peroz, en el que el primero rápidamente se impuso. Sin embargo, el hermano vencido consiguió la ayuda de los heftalitas o hunos blancos, gracias a los cuales pudo hacerse con el trono en 459 con el nombre de Peroz I. Mató a su hermano y otros tres miembros de su familia. Posterior a su victoria, el nuevo sah pasó los siguientes siete años ocupado en perseguir a los cristianos y judíos de su imperio, lo que desencadenó una rebelión en el reino cristiano de la Albania caucásica, que era su vasallo, en 463-464, pero que pudo someter gracias a la ayuda de los heftalitas.
Los hunos también sirvieron como aliados en sus campañas contra otros nómadas, kidaritas en 462, saraguros en 465-466 y kidaritas en 468. Durante la última campaña, los heftalitas se apoderaron de Bactria y de Balaam (Balj), territorios de los kidaritas. Luego, Peroz I exigió al emperador romano de Oriente, Zenón, a financiar sus esfuerzos militares contra los nómadas en reparación por negarse a pagar el mantenimiento de la estratégica fortaleza de Derbent, lo que Zenón aceptó por estar ocupado en otros frentes; es probable que la guerra contra los kidaritas haya dejado a los persas en problemas financieros.

### Primer conflicto
Hacia 474-475, Peroz I decidió hacerle la guerra a los heftalitas, sus antiguos aliados. Algunas crónicas antiguas señalan que fueron tres guerras que sostuvo contra ellos, mientras que otras hablan solo de dos. Autores modernos creen que los cronistas antiguos confundieron la campaña contra los kidaritas con una primera guerra contra los hunos y que en realidad sólo hubo dos campañas.
Al Tabari afirma que se debió a que los heftalitas se habían apoderado de Tujaristán (Bactria) y practicaban la sodomía, sin embargo, el primer punto probablemente fue fruto de un acuerdo entre hunos y persas al dividirse el reino de los kidaritas y el segundo parece una excusa. En cambio, Procopio señala que el sah tenía disputas limítrofes con los hunos, especialmente por la ciudad fronteriza de Gorgo.
Según Josué el Estilita, consiguió tomar muchas tierras de los hunos, pero finalmente fue vencido y capturado, debiendo Zenón enviar dinero para pagar su rescate.

### Segundo conflicto
En 478-479, una nueva guerra se inició cuando el jan Kushnavaz solicitó la mano de una hija del sah, pero el monarca persa le envió una impostora. En cuanto el jan se dio cuenta del engaño, reaccionó declarando la guerra. Peroz I atacó a los hefatlitas, quienes le plantaron batalla campal y fingieron cargarse para luego retirarse, atrayendo a los persas a una emboscada. En su segunda campaña, según Josué, todo su ejército fue «destruido y disperso» y el sah capturado una vez más. En esta ocasión prometió 30 mulas cargadas de plata para ser liberado, pero solo envió 20 y a su joven hijo Kavad como rehén. En cuanto volvió a Persia, Peroz I creó un nuevo impuesto para recolectar suficiente plata para pagar por las 10 mulas faltantes y pagar el rescate de su hijo.
Procopio dice que Peroz I marchó acompañado de un embajador romano llamado Eusebio a través de terreno montañoso hasta adentrarse en un valle rodeado de montañas. El sah marchaba sin preocuparse, persiguiendo un pequeño grupo de hunos que estaba delante de él retirándose mientras que el grueso de los heftalitas estaban en su retaguardia. Procopio afirma que los persas (medos los llama) se dieron cuenta y pidieron a Eusebio que hablara con el sah, temerosos de su ira. El embajador habló con el emperador persa, contándole una fábula sobre un león oculto en un montículo que caza una cabra. Entonces Peroz I temió que su vanguardia pudiera ser víctima de una trampa similar y ordenó detenerse para analizar su situación. Los hunos dejaron de ocultarse y los sasánidas entendieron que habían bloqueado la entrada del valle, dejándolos atrapados. Luego, el jan huno envió embajadores al sah que le prometieron a él y su ejército una retirada segura si el monarca persa se arrodillaba ante el jan y juraba no volver a atacarlo. Peroz I consultó a sus magos, que le aconsejaron aceptar el trato y que no era humillante, pues los persas religiosamente se arrodillaban ante el Sol a cada amanecer y así podría vivir para vengarse otro día. Peroz I aceptó y se arrodilló ante su enemigo, pudiendo retirarse él y su ejército en paz.

## Fuerzas enfrentadas
Las fuerzas heftalitas se desconocen. Solamente Al-Tha'alibi menciona al jan lamentándose ante Peroz I que su ejército era muy pequeño, pero de ser verdadero el diálogo, pudo tratarse de un ardid para animar al sah a atacar. La única cifra conocida sobre las fuerzas de estos hunos (en general, no vinculada a esta batalla) se refiere al siglo VIII. La enciclopedia china Cefu Yuangui incluye una memoria escrita en 718 por Puluo, hermano de Pantu Nili, gobernante de Tojaristán, para el emperador de la dinastía Tang. En el documento, se menciona que el país de Yeda, refiriéndose a los dominios heftalitas, disponían de 50 000 soldados y jinetes.
Al-Tabari, según la versión persa de su obra que recoge Abu Ali Bal'ami en el siglo X, menciona que el ejército sasánida en la segunda campaña de Peroz I sumaba 50 000 hombres. Sin embargo, autores modernos creen que dichos números se refieren a su primera campaña contra los heftalitas. Respecto de la segunda, Ilkka Syvänne cree que los números mencionados por Bal'ami sólo se refieren a una parte del ejército del ejército que acompañó al sah en territorio enemigo, siendo el total 70 000 a 80 000 soldados más infantería y no combatientes. Respecto de la tercera campaña, Bal'ami menciona a 100 000 soldados y 500 elefantes de guerra, que Syvänne acepta. Sin embargo, el erudito inglés George Rawlinson reduce el tamaño promedio de los ejércitos de campaña sasánidas a 30 000 o 60 000 hombres.

## Batalla

### Ubicación
Se desconoce el lugar exacto de la batalla, aunque se supone que ocurrió en alguna parte del este del Imperio sasánida. Según la arqueóloga Prudence Oliver Harper, el sah fue vencido y muerte al este de la actual Balj, postura apoyada por Mehrdad Kia. En cambio, Christoph Baumer sostiene que cuando el jan huno hizo un primero intento para detener a Peroz I fue vencido en Balj, dándose una segunda batalla en las cercanías de Herat y ahí fue vencido y muerto el sah. Kenneth W. Harl también cree que la batalla se dio en cerca de Herat. Charles Higham cree que el ejército persa partió del oasis de Merv, su base de operaciones en el Oriente.

### Campaña

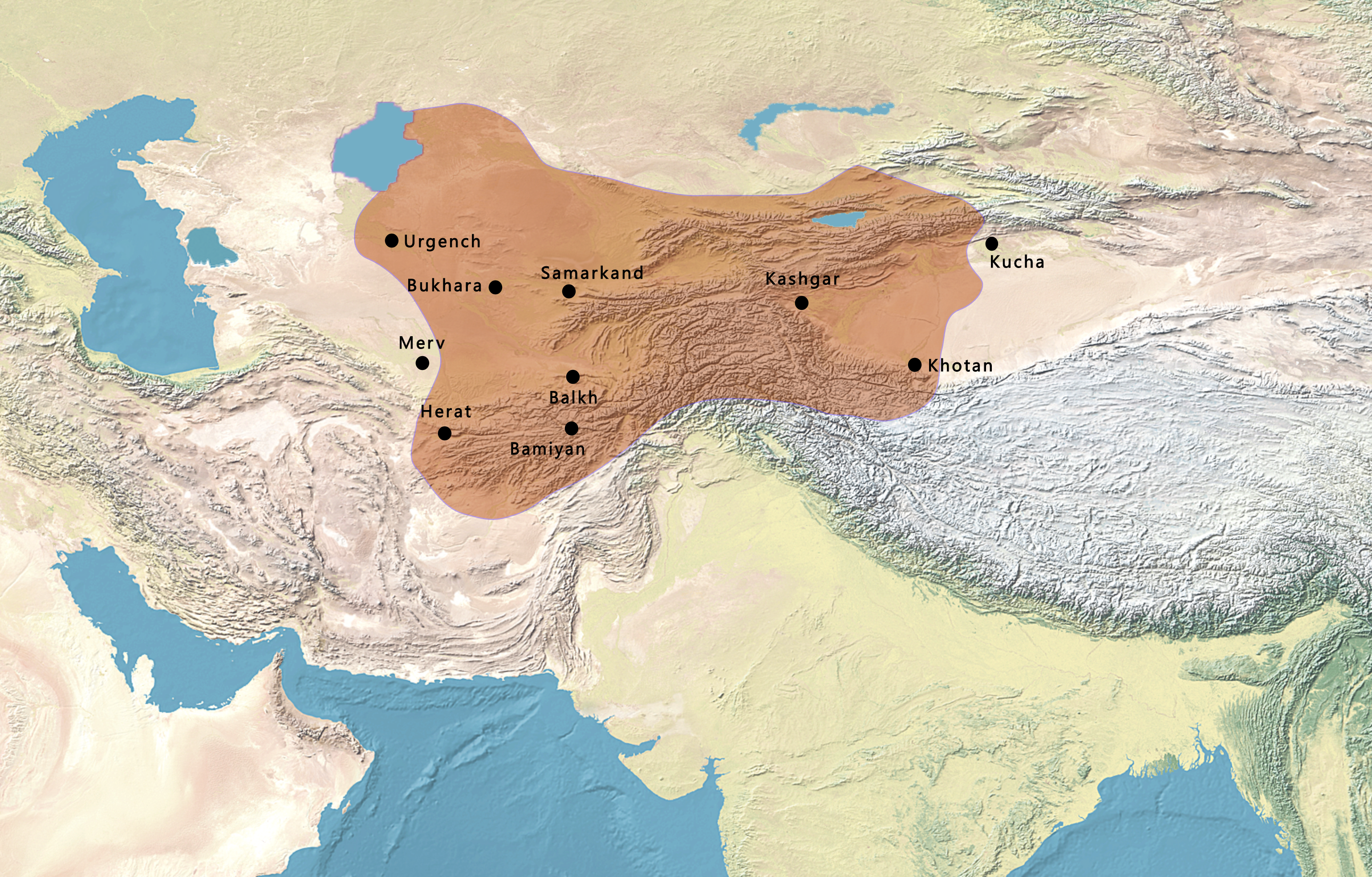
Mapa del reino de los heftalitas hacia el año 500.

Según Al Tabari, los heftalitas (que él menciona como turcos) empezaron a atacar las fronteras entre su reino y el Jorasán persa, provocando la guerra. En cambio, Procopio afirma que el sah buscaba vengar la humillación sufrida anteriormente. Reunió a todos sus aliados y soldados y acompañado de todos sus hijos excepto Kavad, quien era un niño. Ghazar Parpetsi menciona que los nobles persas, recordando las derrotas anteriores, no deseaban la guerra e incluso el general en jefe o sparapet Vahram, le criticó públicamente varias veces; el ejército se reunió en Hircania. Los ministros y generales del sah intentaron disuadirlo, pues consideraban tal guerra injusta por romper un juramento, pero Peroz I insistió.
Procopio dice que los heftalitas reaccionaron con dolor al darse cuenta del engaño sufrido y criticaron a su jan por permitir una nueva invasión sasánida. Kushnavaz les preguntó qué habían perdido y sus nobles le dijeron que nada. Luego, los hunos le exigieron salir y dar batalla a Peroz I, pero el jan los contuvo mientras los persas siguieran en su territorio. Cuando se enteró de que el sah estaba en Gorgo supo que los sasánidas venían contra él.

### Enfrentamiento final
Procopio afirma que Kushnavaz aprovechó el tiempo para construir una zanja enorme en una llanura, pero en su centro había un terreno sólido con suficiente ancho para que pasaran 10 caballos a la vez. También ubicó en la planicie el estandarte real ante el cual Peroz I había jurado no volver a atacarlo, o un documento firmado por el sah donde prometía lo mismo. Luego, al enterarse de la venida de los persas, Kushnavaz mandó a una pequeña parte de su ejército adelante para atacarlos, mientras el grueso de los hunos formaba atrás de la trinchera.
Según Ghazan, cuando los persas se acercaron, Peroz I recibió a un mensajero huno que le recordó de su anterior juramento a cambio de la libertad y le advirtió que si luchaba moriría. Esto desanimó a los nobles persas, pues también creían que estaban atacando traicioneramente. Por su parte, Al-Tha'alibi relata que cuando ambos ejércitos estuvieron frente a frente, Kushnavaz logró tener una reunión personal en la tierra entre ambos ejércitos, donde aparentó miedo porque su ejército era muy pequeño, ante lo que Peroz I se negó a responderle.
La vanguardia heftalita después regresó para unirse a sus compañeros y lo hicieron formando una columna estrecha que pasó por el paso seguro con mucho cuidado de no caer en la trampa. Al Tabari también menciona que los hunos cavaron una gran trinchera en el campo de batalla, pues estaban acostumbrados a usar trucos en la guerra, pero según él estaba detrás del ejército heftalita y estaba cubierta con tierra y tablas delgadas. Al-Tha'alibi menciona que la zanja tenía 9 codos de ancho y 20 de profundidad y estaba delante de la línea heftalita.
Luego, el jan ordenó a su ejército retirarse un poco, lo que Peroz I interpretó como un intento de escape y para impedirlo ordenó una impetuosa carga a todos sus hombres. Sin embargo, el sah y sus soldados acabaron cayendo en la trinchera, donde murieron todos. En cambio, Procopio sostiene que los furiosos persas no se dieron cuenta de la trampa y persiguiendo la vanguardia enemiga se dirigieron a la trinchera. Cayó la primera línea y luego todos los que venían detrás, que cayeron a la zanja con sus armaduras y caballos y aplastaron a los que estaban abajo. Ghazan da a entender que el sah sasánida subestimó a la trinchera y creyó que no era una amenaza. Al-Tha'alibi indica que los ejércitos primero chocaron y los persas fueron empujados hacia la trinchera, donde cayeron cuando intentaban retirarse.
Los que tuvieron la suerte de no caer en la trampa quedaron a merced de los hunos. Es posible que los heftalitas, sabedores que Peroz I tuvo que pagar fuertes sumas a Zenón, consideraran que el tesoro estaba vacío y ejecutaran a los prisioneros al no esperar que se pagara rescate. Los pocos supervivientes huyeron a Hircania, donde difundieron la noticia del desastre, y luego a Asorestán seguidos por muchos refugiados.

### Bajas
En cambio, Josué no detalla la batalla, limitándose a describir que cuando ambas fuerzas se encontraron hubo caos, que los persas acabaron aniquilados y que nadie sabe qué sucedió con el sah. Hay relatos que su cuerpo quedó enterrado debajo de los cadáveres de sus soldados, otros que se arrojó él mismo al mar, que se escondió en una cueva donde murió de hambre o escapó a un bosque donde fue comido por las fieras. Procopio afirma que Peroz I encontró su muerte con todos sus hijos. Tabari comenta que el sah murió con 4 de sus hijos y 4 de sus hermanos, todos considerados reyes menores. Ghazan también dice que todos los hijos del sah murieron. Kushnavaz tomó el campamento sasánida, capturando al jefe Mobadh y a una hija del sah a la que pidió casarse con él, pero la princesa lo rechazó. El jan huno permitió que se realizaran los ritos funerarios debidos a todos los persas muertos y proclamó: «¡Este es el castigo de quien actúa injusta y deslealmente!».

## Consecuencias

### Postrimerías
Durante los dos años siguientes, el dominio sasánida careció de un gobierno central efectivo y los heftalitas aprovecharon de saquear gran parte del imperio. Tabari menciona que los hunos conquistaron todo Jorasán hasta que un noble persa llamado Sujra reunió un ejército que consiguió expulsarlos de la región. También consiguió rescatar a los cautivos y a su retorno fue recibido con muchos elogios. Un hermano de Peroz I, Balash, fue coronado sah pero fue incapaz de devolver el orden. Mientras, el príncipe Kavad huyó con los hunos y se casó con una hija del jan para obtener un ejército con el que reclamar el trono de su padre. Así el único hijo superviviente de Peroz I, fue coronado sah. Sin embargo, durante los dos primeros años de su mandato debió pagar tributo a los heftalitas como su vasallo.
Hasta esta victoria, los heftalitas se habían mantenido al este del río Oxus (Amu Daria), pero después empezaron a cruzarlo. Posiblemente antes de partir, Peroz I ordenó construir el gran muro de Gorgán. Su ofensiva pudo ser lanzada desde allí utilizando una o más bases como puntos de partida.
René Grousset cree que los hunos jamás pensaron en invadir todo el imperio y tomar Ctesifonte, los dominios sasánidas seguían teniendo una buena defensa. Ocuparon Talekan (Taloqan) y llegaron a Merv y Herat, pero decidieron retirarse hacia Kabul, contentándose con volverse hacedores de reyes, determinando quién se sentaría en el trono sasánida, y conquistando el Gran Jorasán. Aparentemente también llegaron hasta Gurganj, en Corasmia. Se volvieron el principal poder en Asia Central y pasaron a controlar gran parte de la Ruta de la Seda, mientras que los sasánidas se sumergieron en el caos político y la debilidad militar, especialmente en el este. Los persas no se recuperarían hasta las reformas de Cosroes I y requirieron la ayuda de los köktürk para derrotar a los heftalitas en 557-558, recuperando las tierras al sur del Oxus.

### Análisis
Producto del desastre se estableció una ley que prohibía a los ejércitos persas perseguir a los enemigos en territorio enemigo, sin importar el caso. El desastre se ha considerado la peor derrota sufrida por los sasánidas. Peroz I había pagado con su vida el error de subestimar a un jefe nómada, como le había sucedido a los sah arsácidas Fraates II y Artabano I o al aqueménida Ciro el Grande.
Según el historiador palestino Irfan Shahid, el uso táctico de trincheras fue adoptado con éxito por los sasánidas en Tanuris (528), los romanos en Dara (530) y los árabes musulmanes en Ahzab (627). Sin embargo, el relato de la gran trinchera ha sido cuestionado recientemente. Historiadores como Ehsan Khonsarinejad creen que pudo ser una invención para evitar el desprestigio mucho mayor que hubiera supuesto una derrota en una batalla campal o el caer en una emboscada. Al estar en lo profundo del territorio heftalita, la mayoría de los supervivientes iniciales fueron cazados y eliminados.

### Clásica
- Al Tabari. Historia de los Profetas y Reyes. Véase en Bosworth, C. E. (1998). History of Tabari. The Sāsānid, the Byzantines, the Lakmids, and Yemen (en inglés) 5. Nueva York: University of Manchester & State University of New York Press. Prefacio por Ehsan Yar-Shater. Véase también en Zotenberg, Hermann (1869). Chronique de Abou-Djafar-Moʿhammed-Ben-Djarir-Ben-Yezid Tabari (en francés) II. París: Impr. Impériale. Véase también en Archive.
- Al-Tha'alibi. Historia de los reyes persas. Véase en Zotenberg, Hermann (1900). Histoire des Rois des Perses par Aboû Manṣoûr 'Abd al-Malik ibn Moḥammad ibn Ismá'il al-Tha'âlibî (en francés). París: Imprimerie Nationale.
- Cefu Yuangui. Véase en Taishan, Yu (2015). «Records Relevant to the Hephthalites in Ancient Chinese Historical Works». 歐亞學刊 新3辑 (Eurasian Studies III): Records Relevant to the Hephthalites in Ancient Chinese Historical Works. 中華書局 (en inglés) (2): 205-273.
- Ghazar Parpetsi. Historia de Armenia. Véase en Bedrosian, Robert (1985). Ghazar P'arpets'i's History of the Armenians (en inglés). Nueva York: R. Bedrosian.
- Josué el Estilita. Crónica. Véase en Wright, William (1882). The chronicle of Joshua the Stylite: composed in Syriac A.D. 507 (en inglés). Cambridge: Cambridge University Press.
- Procopio de Cesarea. Historia de las guerras. Libro I. En Dewing, H. B. (1914). History of the Wars: Books 1-2. (Persian War). (en inglés) 1. Londres: Harvard University Press.

### Moderna
- Adamboyeva, Gulnora (2024). «Conflicts between the Hephthalites and the Sasanians». Теоретические аспекты становления педагогических наук (en inglés) III (19): 10-16.
- Bakker, Hans T. (2021). «The Sasanian and Gupta empires and their struggle against the Huns».  En St John Simpson, Svetlana Pankova, ed. Masters of the Steppe: The Impact of the Scythians and Later Nomad Societies of Eurasia. Proceedings of a Conference Held at the British Museum, 27-29 October 2017 (en inglés). Oxford: Archaeopress Publishing Limited. pp. 16-29. ISBN 9781789696479.
- Bauer, Susan Wise (2010). The History of the Medieval World: From the Conversion of Constantine to the First Crusade (en inglés). Nueva York: W. W. Norton. ISBN 9780393078176.
- Baumer, Christoph (2019). The History of Central Asia: The Age of the Silk Roads (en inglés) II. Londres: Tauris. ISBN 978-1-8386-0868-2.
- Bivar, A. D. H. (2003). «Hephthalites». Encyclopædia Iranica XII (2): 198-201.
- Christian, David (1998). A history of Russia, Central Asia, and Mongolia (en inglés). Oxford: Wiley-Blackwell. ISBN 0-631-20814-3.
- Dani, Ahmad Hasan (1999). History of civilizations of Central Asia (en inglés) III. Delhi: Motilal Banarsidass Publ. ISBN 81-208-1540-8.
- Frye, Richard Nelson (1996). The heritage of Central Asia from antiquity to the Turkish expansion (en inglés). Princeton: Markus Wiener Publishers. ISBN 1-55876-111-X.
- Goldsworthy, Adrian (2023). «15. Soldiers, walls, and gold: Late fifth to early sixth centuries». The Eagle and the Lion: Rome, Persia and an Unwinnable Conflict (en inglés). Londres: Head of Zeus (numeración de páginas según PDF). pp. 324-345. ISBN 978-1-838-93195-7.
- Harl, Kenneth W. (2023). Empires of the Steppes: The Nomadic Tribes Who Shaped Civilisation (en inglés). Londres: Bloomsbury Publishing. ISBN 9781526630445.
- Harper, Prudence Oliver (1981). «Chapter III. Vessels with Hunting Scenes». Silver Vessels of the Sasanian Period: Royal imagery (en inglés) I. Nueva York: Metropolitan Museum of Art. pp. 40-98. ISBN 9780870992483.
- Higham, Charles F. W. (2014). Encyclopedia of Ancient Asian Civilizations (en inglés). Facts On File. ISBN 9781438109961.
- Khonsarinejad, Ehsan; Khorashadi, Sorour (2021). «King Peroz's last stand: Assessing Procopius's account of the Hephthalite-Sasanian War of 484». Historia i Świat (en inglés) (10): 71-93. ISSN 2299-2464.
- Kia, Mehrdad (2016). The Persian Empire: A Historical Encyclopedia (en inglés) I. Santa Bárbara: ABC-CLIO. ISBN 9781610693912.
- Kurbanov, Aydogdy (2010). The Hephthalites: archaeological and historical analysis (en inglés). Berlín: Free University of Berlin.
- Kuwayama, Shōshin (2002). Across the Hindukush of the First Millennium: a collection of the papers (en inglés). Kioto: Institute for Research in Humanities of the Kyoto University.
- Potts, Daniel T. (2014). Nomadism in Iran: From Antiquity to the Modern Era (en inglés). Oxford: Oxford University Press. ISBN 9780199330799.
- Rawlinson, George (2002). The Seven Great Monarchies of the Ancient Eastern World (en inglés). Piscataway: Gorgias Press. ISBN 9781931956468.
- Sánchez Sanz, Arturo (2013). «Chionitas, heftalitas, kiraditas, goks y árabes, Los enemigos olvidados del Imperio sasánida». Mundo iranio (4): 37-40. ISSN 1853-5143.
- Shahid, Irfan (1995). Byzantium and the Arabs in the Sixth Century. Part 1: Political and Military History (en inglés) I. Washington DC: Dumbarton Oaks. ISBN 978-0-88402-214-5.
- Syvänne, Ilkka (2021). «The Three Hephthalite Wars of Peroz 474/5-484». Historia i Świat (en inglés) (10): 95-116. ISSN 2299-2464.